# Cmentarz wojenny nr 30 – Święcany
Cmentarz wojenny nr 30 – Święcany – austriacki cmentarz z I  wojny światowej znajdujący się w Święcanach, w województwie podkarpackim, w powiecie jasielskim, w gminie Skołyszyn. Jeden z ponad 400 zachodniogalicyjskich cmentarzy wojennych zbudowanych przez Oddział Grobów Wojennych C. i K. Komendantury Wojskowej w Krakowie. W II okręgu Jasło, cmentarzy tych jest 31.

## Opis cmentarza
Zaprojektowany został przez Johanna Jägera na planie prostokąta. Ogrodzenie trzech boków tworzy kamienny mur, tylko ogrodzenie od strony bramki wejściowej wykonane jest z drewnianych segmentów płotu osadzonych na murowanych słupkach krytych gontem i zwieńczonych krzyżami. Wejście przez dwuskrzydłową drewnianą furtkę. Od furtki do przeciwległej ściany wiedzie alejka. Ściana pomnikowa murowana z piaskowca. Zamontowano na niej tablicę z inskrypcją w języku niemieckim. W tłumaczeniu na język polski brzmi ona:
Ci, którzy walczyli,
i ci, którzy Was ochraniali,
Polegli wierni swemu obowiązkowi.
Świetlistym skutkiem nauki
krwawego czasu
Jest jutrzenka wolności dla nas.
Nagrobki w regularnych rzędach. Zwieńczone są jednoramiennymi (łacińskimi) lub dwuramiennymi (lotaryńskimi) drewnianymi krzyżami osadzonymi na betonowym cokole i przykrytymi drewnianymi daszkami. Na krzyżach zamontowano tabliczki z nazwiskami poległych, lub wskazującymi tylko na liczbę pochowanych w danej mogile. Wzdłuż ogrodzenia cmentarza nasadzono rzędy drzew.
Cmentarz wybudowano w latach 1916–1917. Był remontowany w 2004 roku i jest w dobrym stanie technicznym. znajduje się pod opieką gminy Skołyszyn.

## Polegli
Według zamontowanej na drzewie tablicy informacyjnej pochowano tutaj:
- 159 żołnierzy armii austro-węgierskiej, walczących w 56, 59 i 100 j.r.
- 100 żołnierzy armii rosyjskiej walczących w 121 i 122 pułku piechoty.

Z nazwiska znanych jest 104 żołnierzy. Wszyscy polegli w dniach 4 i 5 maja 1915 r. na polach w okolicach Biecza i Szerzyn, czyli podczas zwycięskiej dla sprzymierzonych wojsk austro-węgierskich i niemieckich bitwy pod Gorlicami.

## Galeria

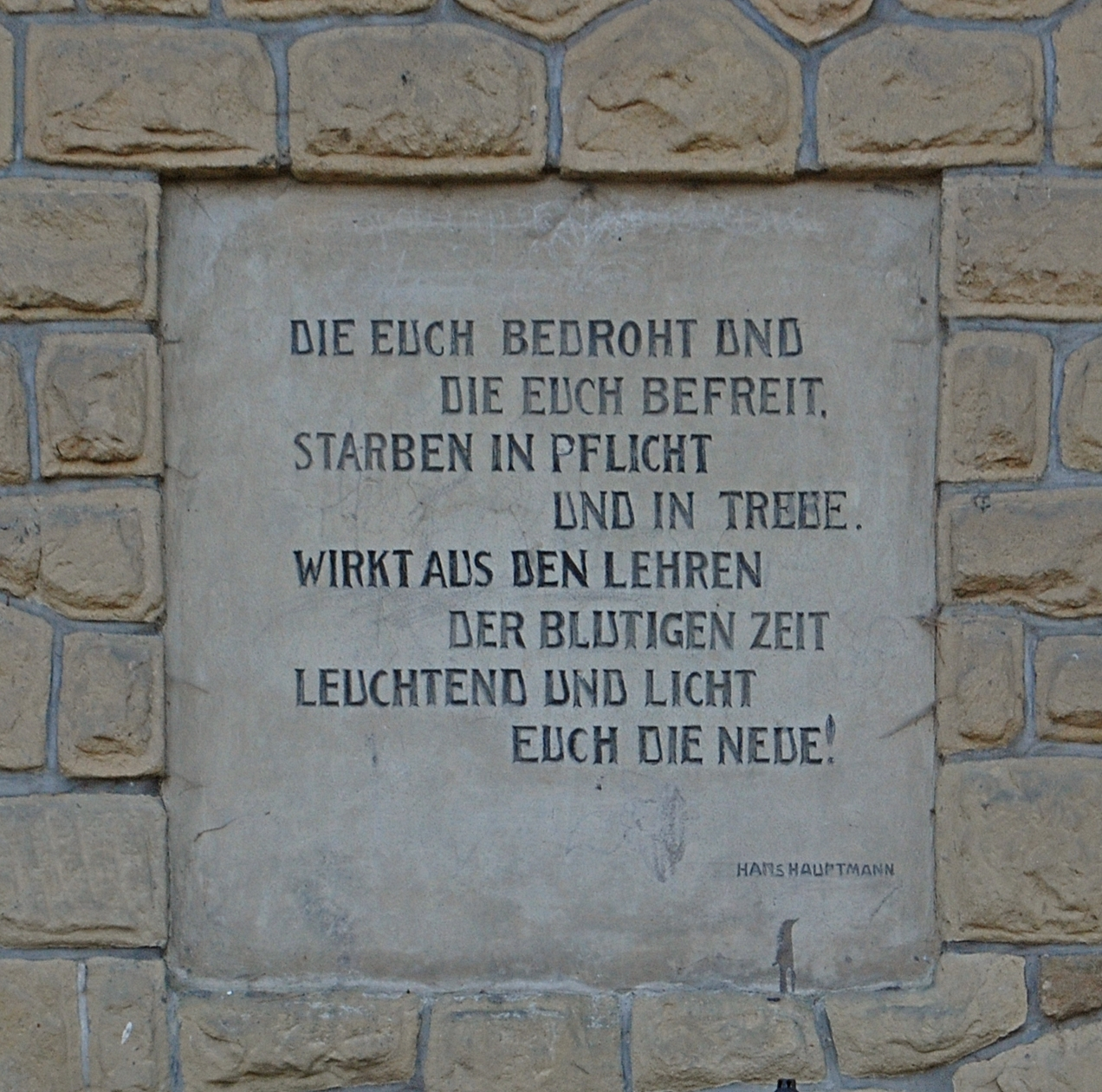
Tablica inskrypcyjna
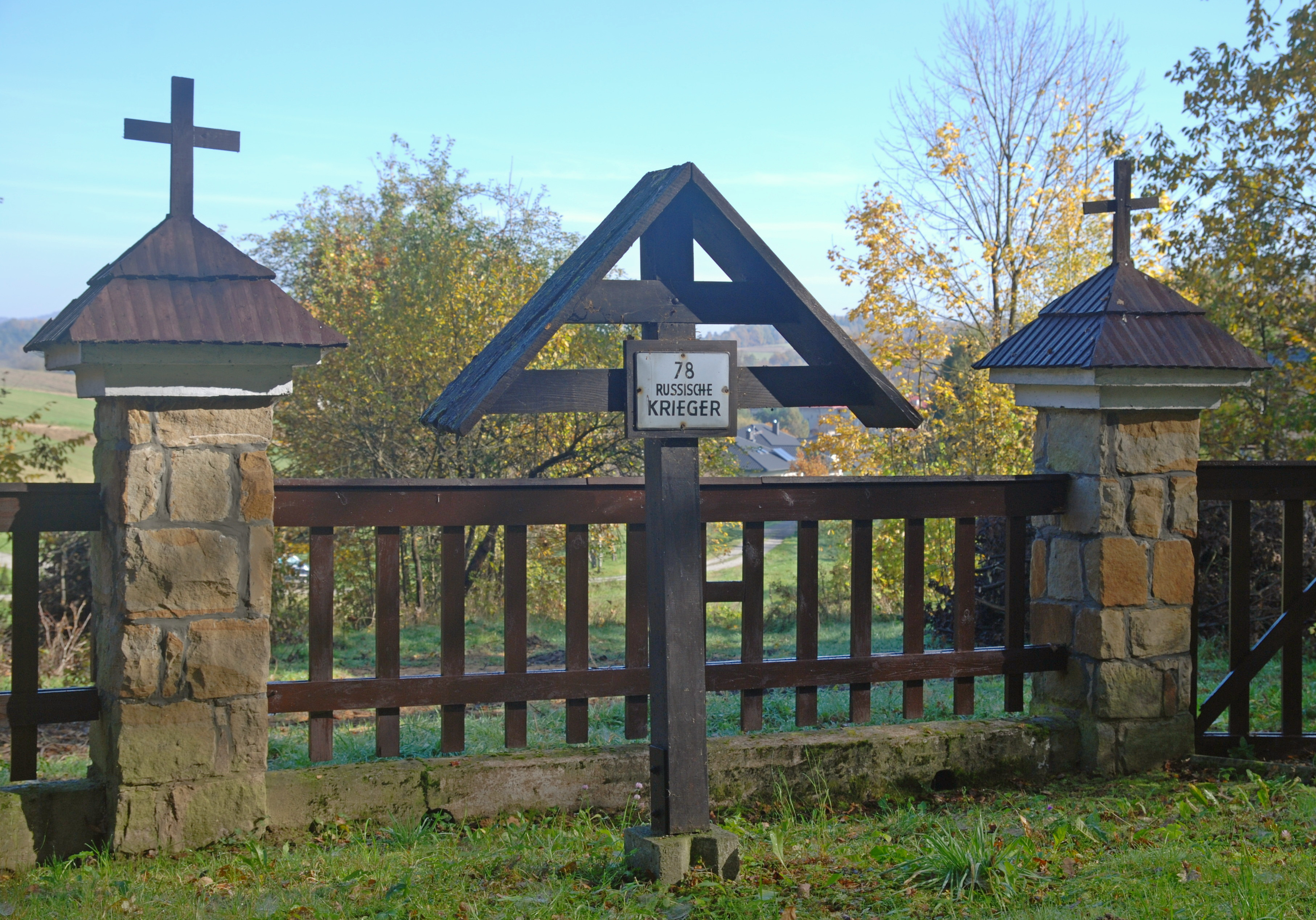
Fragment cmentarza
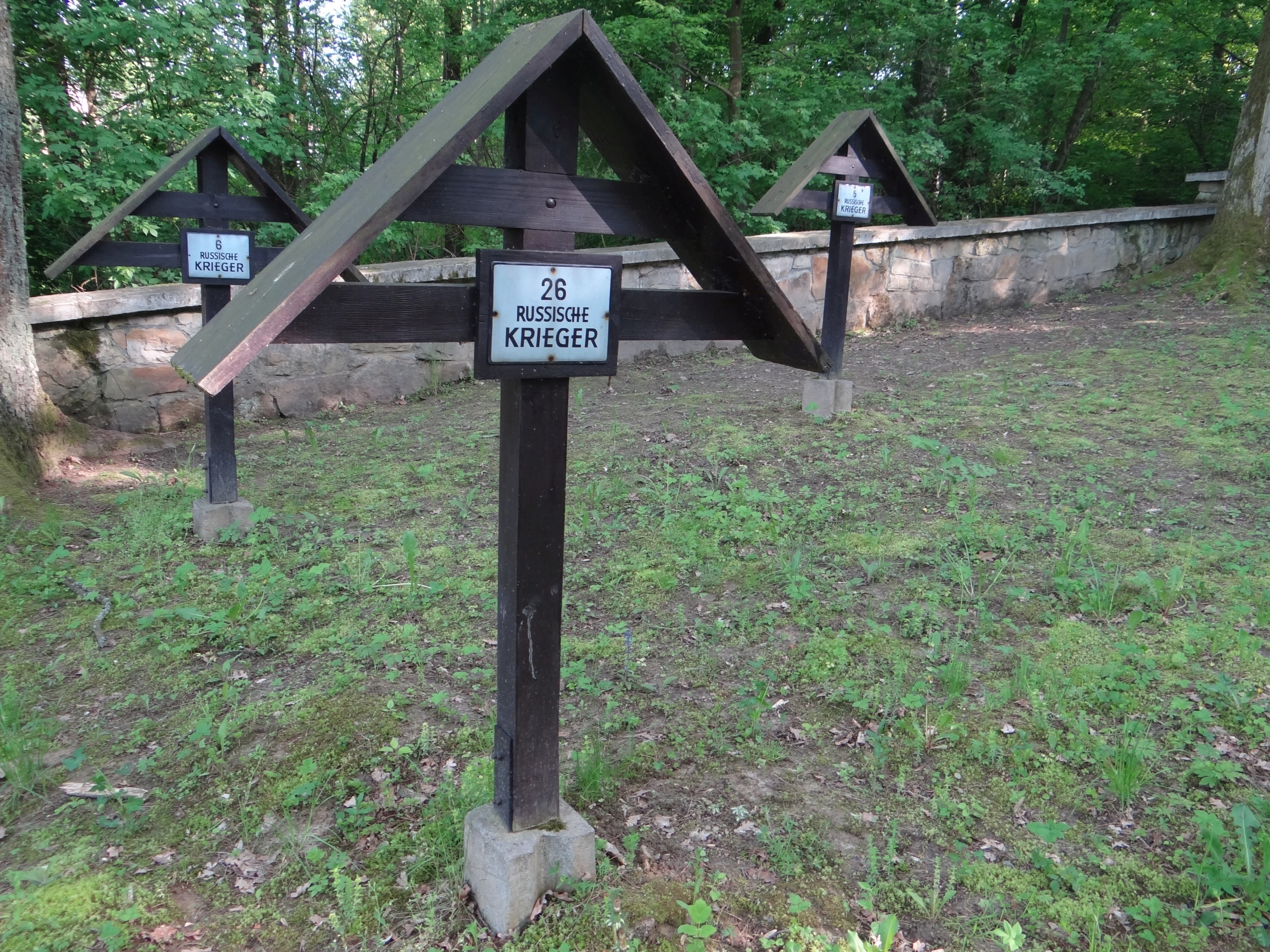
Fragment cmentarza